# Gülyschan Nachbajewa
Gülyschan Nachbajewa, kaz. Гүлісхан Нахбаева (ur. 20 czerwca 1991 w Szymkencie) – kazachska szachistka, arcymistrzyni od 2012 roku.

## Kariera szachowa
Wielokrotnie reprezentowała Kazachstan na mistrzostwach świata i Azji juniorek w różnych kategoriach wiekowych, zdobywając m.in. trzy medale mistrzostw Azji: dwa złote (2007 – do 16 lat, 2009 – do 18 lat) oraz srebrny (2010 – do 20 lat). W latach 2011–2014 czterokrotnie z rzędu zdobyła złote medale indywidualnych mistrzostw Kazachstanu kobiet.
Normy na tytuł arcymistrzyni wypełniła w latach 2011 (w Londynie, turniej London Chess Classic, dz. I m. wspólnie z Dagnė Čiukšytė) oraz 2012 (podczas olimpiady w Stambule). W 2013 zwyciężyła w turnieju strefowym (eliminacji mistrzostw świata), rozegranym w Oszu.
Wielokrotnie reprezentowała narodowe barwy w turniejach drużynowych, m.in.:
- czterokrotnie na olimpiadach szachowych (w latach 2008, 2010, 2012, 2014)[7],
- dwukrotnie na drużynowych mistrzostwach świata (w latach 2013, 2015)[8],
- na drużynowych mistrzostwach Azji (w roku 2014)[9].
- na halowych igrzyskach azjatyckich (w roku 2009)[10].

Najwyższy ranking w dotychczasowej karierze osiągnęła 1 kwietnia 2013, z wynikiem 2379 punktów zajmowała wówczas 81. miejsce na światowej liście FIDE, jednocześnie zajmując 1. miejsce wśród kazachskich szachistek.